# Jacek Krukowski
Jacek Michał Krukowski (ur. 25 sierpnia 1969 w Kwidzynie) – polski jeździec, olimpijczyk z Barcelony 1992.
Zawodnik specjalizujący się w WKKW.
Medalista mistrzostw Polski juniorów: złoty w latach 1986 (na koniu Czersk), 1988 (na koniu Gradus) oraz brązowy w latach 1984, 1985 (na koniu Czersk).
Uczestnik mistrzostw Europy juniorów w WKKW w latach 1984 (Drzonków – PL, na koniu Czersk), 1985 (Rotherfield Park – GB, na koniu Czersk), 1986 (Walldorf – RFN, na koniu Czersk), 1987 (Pratoni del Vivaro – ITALY, na koniu Czersk).
Uczestnik mistrzostw Europy seniorów w WKKW w latach 1993 (Achselswang – GER, na koniu Ibis), 1999 (Luhmühlen – GER, na koniu Grylaż)
Na igrzyskach w 1992 zajął 33. miejsce w konkursie indywidualnym na koniu Ibis, a Polska drużyna (partnerami byli:Bogusław Jarecki, Piotr Piasecki, Arkadiusz Bachur) została sklasyfikowana na 9. miejscu.
Był zawodnikiem Nadwiślanina Kwidzyn i Rakowca Kwidzyn.